# 考文垂道

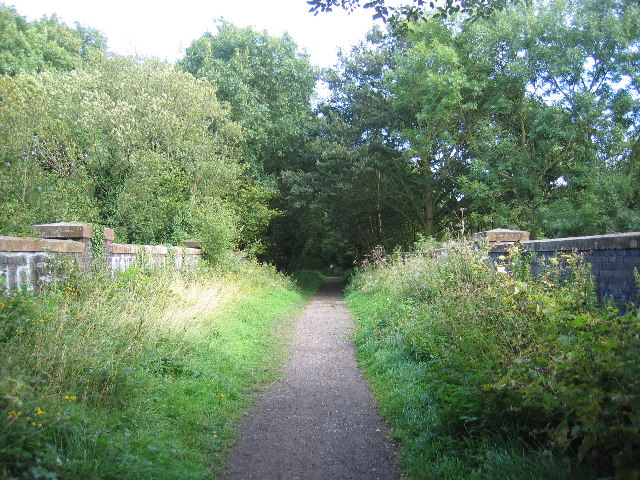
考文垂道图片

考文垂道（Coventry Way）是英格蘭中部一條 40 英里（64 公里）長的小徑，起點和終點都在梅里登。 該道路為一條環繞考文垂市的環狀道路，覆蓋了西米德蘭茲和沃里克郡的鄉村。 該路徑由考文垂路協會管理。 